# A5 (Zwitserland)
De A5 (ook bekend als Autobahn am Jurasüdfuss) in Zwitserland (tot 1996: N5) loopt vanaf Yverdon-les-Bains, via Neuchâtel en Biel / Bienne naar Solothurn, waar de A5 aansluit op de A1. De snelweg is ongeveer 100 kilometer lang, en behoort tot de hoofdsnelwegen van Zwitserland. Het traject tussen Twann en Biel / Bienne loopt over de N5, wat geen autoweg of autosnelweg is.

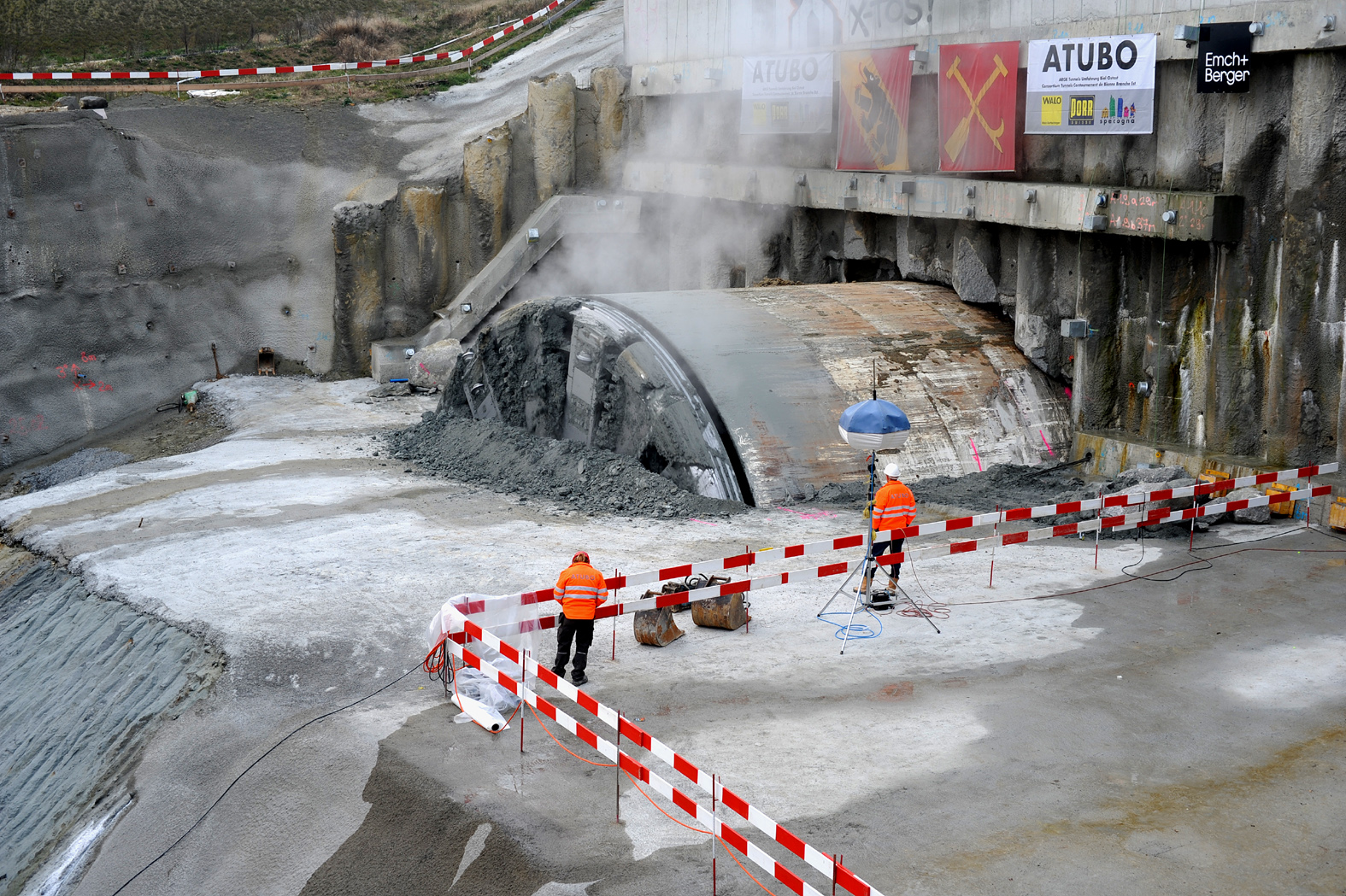
Aanleg van de aansluiting naar de A5 bij Biel